# بيوتر أبرازفسكي
بيوتر أبرازفسكي Piotr Abraszewski (1905 – 1996) رسام بولندي ولد في مدينة زاموسك في بولندا.
درس في أكاديمية الفنون الجميلة في وارسو، ثم عين أستاذا مساعدا بها عام 1935. بعد احتلال النازيون لبولندا اعتقل ورحل إلى معسكرات العمل. وبعد الحرب عاش في مخيمات اللاجئين في ألمانيا حيث كان يدرس الرسم للاجئين. ولم يرغب بالعودة إلى بولندا التي سيطر عليها الشيوعيون. فرحل إلى سان فرانسيسكو عام 1949.
كان بارعا أيضا في الرسوم الجدارية وله العديد من الأعمال في ذلك المجال.